# Carlos Pinho
Carlos Manuel Pinho Olivera (* 30. Juli 1970 in Ovar) ist ein ehemaliger portugiesischer Radrennfahrer.
Carlos Pinho begann seine Karriere 1991 bei dem Radsportteam Sicasal-Acral. 1992 gewann er eine Etappe bei der Algarve-Rundfahrt; diesen Erfolg konnte er 1996 wiederholen. In der Saison 2006 wurde er unter anderem Dritter der Gesamtwertung beim Grand Prix CTT Correios de Portugal und Achter bei der Portugal-Rundfahrt.
2009 trat Pinho nach einer 18-jährigen Laufbahn, in der er nur für portugiesische Mannschaften bei portugiesischen Rennen gestartet war, vom Leistungsradsport zurück. 

## Erfolge
1992
- eine Etappe Algarve-Rundfahrt

1996
- eine Etappe Algarve-Rundfahrt

2006
- 3. Platz Grand Prix CTT Correios de Portugal
- 8. Platz Portugal-Rundfahrt.

## Teams
- 1991 Sicasal-Acral
- 1992 Sicasal-Acral
- 1993 Sicasal-Acral
- 1994 Sicasal-Acral
- 1995 Sicasal-Acral
- 1996 L.A. Aluminios/Malaveira
- 1997 L.A. Aluminios-Pecol
- 1998–1999 Paredes Movel-Ecop
- 2000–2003 Barbot-Torrie
- 2004 Barbot-Gaia
- 2005 Barbot-Pascoal
- 2006 Barbot-Halcon
- 2007 Barbot-Halcon
- 2008 Barbot-Siper